# Апофения

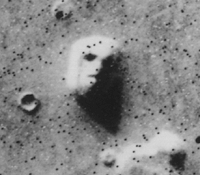
Естественное образование на поверхности Марса, в котором многие видят человеческое лицо, породило ряд псевдонаучных любительских гипотез о его искусственном происхождении

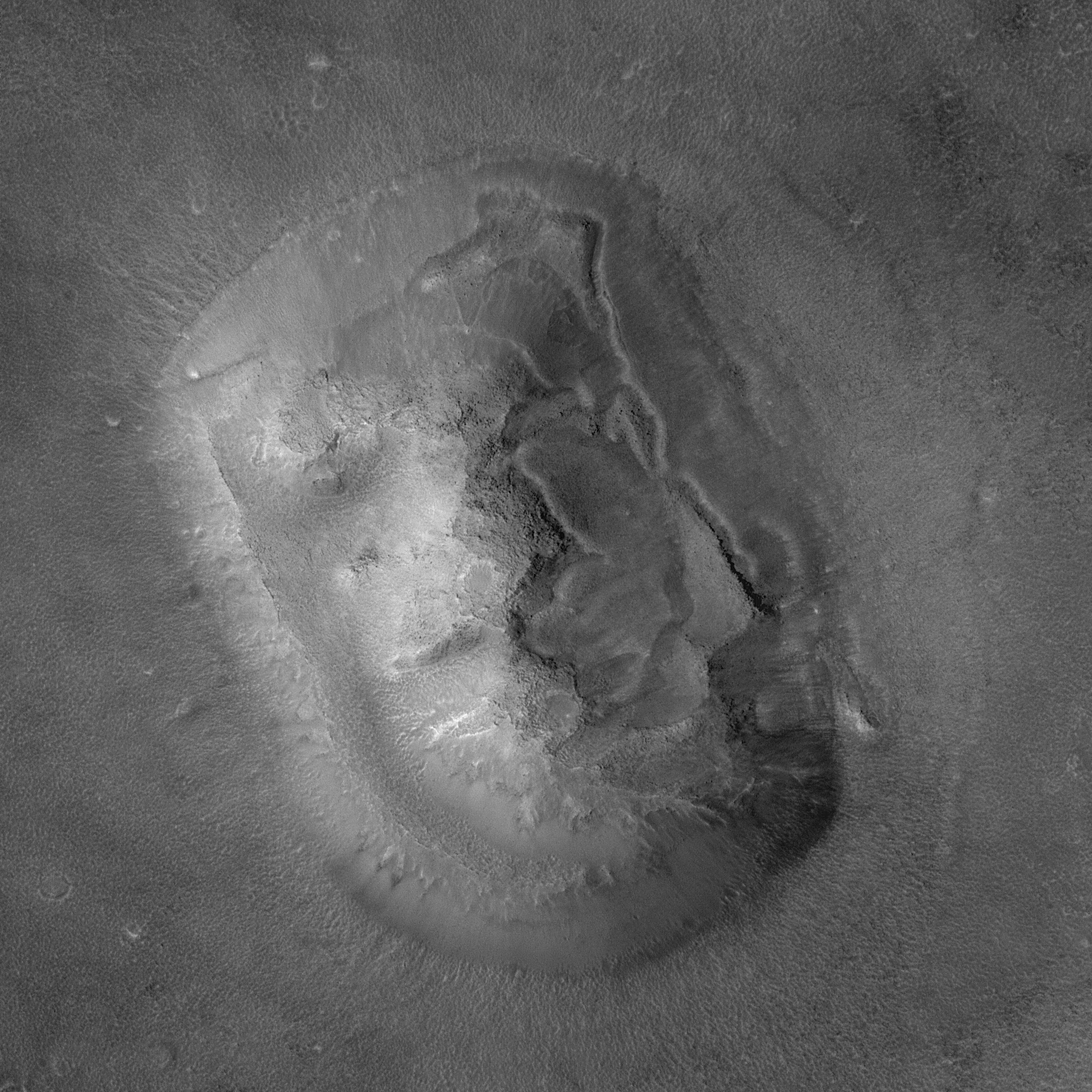
Фотография «лица», сделанная в 2001 году станцией «Mars Global Surveyor»

Апофени́я (от др.-греч. ἀποφαίνω «высказываю суждение, делаю явным» ← ἀπο «из-» + φαίνω «представление») — переживание, заключающееся в способности видеть структуру или взаимосвязи в случайных или бессмысленных данных. Термин был введён в 1958 году немецким неврологом и психиатром Клаусом Конрадом, который определил его как «немотивированное ви́дение взаимосвязей», сопровождающееся «характерным чувством неадекватной важности» (анормальное сознание значения).
Конрад изначально описывал это явление в применении к искажению реальности, происходящему в психозе, однако теперь термин используется шире для описания подобной тенденции у здоровых индивидов, не обязательно предполагая при этом наличие психического заболевания.
С точки зрения статистики, апофения классифицируется как ошибка первого рода.
Апофения часто служит объяснением паранормальных или религиозных утверждений, используется в журналистских спекуляциях.
Одним из широко известных проявлений апофении является так называемая «Тёмная сторона радуги» — теория, согласно которой альбом британской группы Pink Floyd The Dark Side of the Moon и кинофильм «Волшебник страны Оз» полностью совпадают и становятся единым художественным произведением, если включить музыку сразу после того, как в третий раз прорычит лев из заставки киностудии Metro-Goldwyn-Mayer. Музыканты Pink Floyd всегда опровергали эту теорию.